# セピア (D-51の曲)
「セピア」は、D-51の10枚目のシングル｡
アニメ「ブルードラゴン最終クールのED曲。
2008年2月6日に、同グループ初のベストアルバム『BEST OF D-51』と同時に発売された。

## 収録曲
1. セピア
2. fly
3. セピア(Instrumental)
4. fly(Instrumental)

| スタブアイコン | サブスタブ | この項目は、まだ閲覧者の調べものの参照としては役立たない、シングルに関連した書きかけの項目です。この項目を加筆・訂正などしてくださる協力者を求めています（P:音楽/PJ:楽曲）。 |